# Ocho (album)
Albums de SDM
Liens du 100
(2022)
Singles
1. La zone (avec Booba)
Sortie : 27 février 2020
2. À l'affût
Sortie : 7 mai 2020
3. Yakalelo
Sortie : 3 juillet 2020
4. Titulaires (avec Koba LaD)
Sortie : 11 septembre 2020
5. Prince de la calle
Sortie : 20 novembre 2020
6. La vie de rêve
Sortie : 19 février 2021
7. Daddy (avec Booba)
Sortie : 9 avril 2021

Ocho est le premier album de SDM sorti le 9 avril 2021.
Une réédition de l'album sort le 10 décembre 2021 avec 10 titres inédits.

## Liste des pistes
| 1.  | Intro                                     | 2:12 |
| 2.  | Yakalelo                                  | 3:16 |
| 3.  | Rihanna                                   | 2:41 |
| 4.  | Le bruit des applaudissements (feat. PLK) | 3:35 |
| 5.  | Cello                                     | 2:39 |
| 6.  | Van Damme                                 | 3:41 |
| 7.  | Appelez les pim-pom                       | 3:21 |
| 8.  | Daddy (feat. Booba)                       | 2:38 |
| 9.  | La vie de rêve                            | 2:36 |
| 10. | Rentrer                                   | 3:38 |
| 11. | Keur nwar                                 | 3:15 |
| 12. | Droit de véto (feat. Fally Ipupa)         | 3:09 |
| 13. | Love                                      | 3:59 |
| 14. | Game Over (feat. Bramsito)                | 2:56 |
| 15. | Compte sur moi                            | 3:26 |
| 16. | 100-Ocho                                  | 3:41 |

| 1.  | #Malentouré                                        | 3:02 |
| 2.  | Passat (feat. Maes)                                | 3:23 |
| 3.  | Mot final                                          | 2:42 |
| 4.  | Invictus                                           | 3:43 |
| 5.  | Radio                                              | 2:42 |
| 6.  | La zone (feat. Booba)                              | 3:15 |
| 7.  | À l'affût                                          | 3:18 |
| 8.  | Titulaires (feat. Koba LaD)                        | 4:00 |
| 9.  | Prince de la calle                                 | 3:18 |
| 10. | 92i (feat. Bilton, Booba, Green Montana & Sicario) | 3:12 |

## Clips vidéos
- Yakalelo : 3 juillet 2020
- La vie de rêve : 19 février 2021
- Van Damme : 19 mars 2021
- Daddy (feat. Booba) : 8 avril 2021
- Cello : 25 août 2021
- #Malentouré : 3 décembre 2021

## Titres certifiés en France
- Yakalelo  Diamant [3]
- Le bruit des applaudissements (feat. PLK)  Or [4]
- Daddy (feat. Booba)  Diamant [5]
- #Malentouré  Or [6]
- Passat (feat. Maes)  Diamant [7]
- La zone (feat. Booba)  Or [8]
- Titulaires (feat. Koba LaD)  Or [9]
- Prince de la calle  Or [10]

## Accueil commercial
L'album s'écoule à 7 884 exemplaires une semaine après sa sortie.

## Classements et Certifications

### Classements hebdomadaires
| Classement (2021)            | Meilleure position |
| ---------------------------- | ------------------ |
| Belgique (Wallonie Ultratop) | 3                  |
| France (SNEP)                | 2                  |
| Suisse (Schweizer Hitparade) | 9                  |

### Certifications et ventes
| Région        | Certification | Ventes/Streams |
| ------------- | ------------- | -------------- |
| France (SNEP) | 3 × Platine   | 300 000        |